# Ременьи, Мария
Мария Ременьи (англ. Maria Remenyi; род. 13 декабря 1945 год) — американская фотомодель; победительница Мисс США 1966.

## Биография

### Детство
Родилась в Дании. Выросла в Венгрии после того, как её отца перевели на военный пост. Она мигрировала в США в 1956 году, когда её семья бежала от Венгерской революции 1956 года.

### Мисс США
Проживала в Эль-Серрито, представляла Калифорнию на национальном конкурсе красоты Мисс США в мае 1966 года. 22 мая 1966 года, она стала второй представительницей Калифорнии, завоевавшая титул Мисс США.  
Участвовала в международном конкурсе красоты Мисс Вселенная 1966, вошла в Топ 15.
В 1973 году, была приглашена в роли судьи на Мисс Вселенная 1973.

### После Мисс США
До завоевания титула Мисс США она была младшей студенткой астрофизики в Калифорнийском университете в Беркли. Принимал участие в исследовании беватрона и компьютерном программировании Национальном лаборатории имени Лоуренса в Беркли. После победы на Мисс США перевелась в Колумбийский университет, заявив, что она влюбилась в Нью-Йорк во время её владения её титулом.